# جو لينوكس
جو لينوكس (بالإنجليزية: Joe Lennox)‏ (22 نوفمبر 1991 ببرستل في المملكة المتحدة - ) هو لاعب كرة قدم بريطاني في مركز الوسط. لعب مع نادي بريستول سيتي ونادي بليموث أرجايل ونادي باث سيتي وتشبنهام تاون.

## وصلات خارجية
- جو لينوكس على موقع قاعدة بيانات كرة القدم.إي يو (الإنجليزية)
- جو لينوكس على موقع Soccerbase.com (لاعب) (الإنجليزية)
- جو لينوكس على موقع Soccerway.com (الإنجليزية)